# Екс либрис
Екс либрис (лат. ex libris – у дословном преводу "из књига") је графички лист малог формата, уметнички дизајнирана ознака која се лепи на унутрашњу страну корица књиге како би се означио њен власник. Поред своје основне функције – да означи припадност књиге одређеној особи или библиотеци – екс либрис је и самостално уметничко дело које одражава личност, интересовања или статус власника књиге. Представља важан део библиофилије, примењене графике и историје књиге.

## Дефиниција и карактеристике
Екс либрис је обично правоугаоног облика, мада може бити и другачији, и садржи неколико кључних елемената:
- Натпис "Ex Libris": Латински израз који означава "из књига (колекције)...".
- Име власника: Име и презиме особе, назив институције или породице којој књига припада. Ово је основни елемент који дефинише функцију екс либриса.
- Ликовна представа: Уметнички мотив који може бити грб породице, алегоријска сцена, пејзаж, портрет, иницијали власника, или било који други симбол који одражава његова интересовања, професију или поглед на свет.
- Мото или гесло: Понекад садржи и кратку изреку или мото на латинском или неком другом језику.

Екс либрис је уметничко дело само по себи, изведено у некој од графичких техника. Због своје уметничке вредности и везе са познатим личностима и библиотекама, екс либриси су и предмет сакупљања колекционара.

## Технике израде
Екс либриси се израђују у различитим графичким техникама, што утиче на њихов изглед и вредност. Најчешће технике су:
- Дрворез: Једна од најстаријих техника, карактеристична за ране екс либрисе.
- Бакрорез и Бакропис: Омогућавају финије линије и детаљније приказе, популарни у XVII и XVIII веку.
- Литографија: Техника карактеристична за XIX век.
- Цртеж: У новије време, екс либриси се могу радити и као оригинални цртежи или репродуковати савременим штампарским техникама.
- Дигитална графика: Данас се екс либриси често дизајнирају и помоћу рачунара.

## Историјски развој
Идеја о означавању власништва над књигом стара је колико и сама књига. У средњовековним рукописима, власници су често ручно уписивали своје име. Појава екс либриса као штампаног графичког листа везује се за проналазак штампарије и ширење штампане књиге у XV веку у Немачкој.
- Најстарији примери: Сматра се да су најстарији екс либриси настали у Немачкој крајем XV века. Један од најранијих познатих примера је онај израђен за Јоханеса Кнабенсберга, познатог као "Igler" (јеж), који приказује јежа и датира око 1450. године.
- Ренесанса и барок: Значајан допринос развоју уметничког екс либриса дали су велики уметници попут Албрехта Дирера, Ханса Холбајна и других.[3] У овом периоду доминирају хералдички мотиви (грбови).
- XVIII и XIX век: Екс либрис постаје све популарнији међу аристократијом и грађанском класом. Поред хералдике, јављају се и алегоријске, митолошке и пејзажне представе.
- XX век: Сецесија доноси нови процват у дизајну екс либриса, са нагласком на декоративности и стилизованим формама. У модерној и савременој уметности, екс либрис постаје поље за слободно уметничко изражавање, често са апстрактним или концептуалним мотивима.

### Екс либрис у Србији
У Србији се екс либриси јављају релативно касно, углавном од XVIII века, међу ученим Србима у Хабзбуршкој монархији.
- Први екс либриси: Најстарији познати српски екс либриси везују се за библиотеке Карловачке митрополије, истакнуте црквене великодостојнике, као и за личности попут Доситеја Обрадовића.[4]
- Развој у XIX и XX веку: Са јачањем грађанске класе, оснивањем Народне библиотеке, Библиотеке Матице српске и других институција, екс либрис постаје све чешћи. Многе значајне личности, попут краљева, патријараха, писаца и научника, имале су своје екс либрисе.
- Уметници: Значајан допринос развоју уметничког екс либриса у Србији дали су бројни графичари и сликари.
- Колекционарство: Музеј примењене уметности у Београду чува значајну збирку екс либриса. Такође, постоје и значајне приватне колекције.

## Значај
Значај екс либриса је вишеструк:
- Као ознака власништва, штитио је књиге од губитка или крађе.
- Као уметничко дело, представља део примењене графике.
- Као историјски извор, пружа податке о бившим власницима књига, њиховом статусу, укусу, као и о историји библиотека и библиофилије.
- Проучавање екс либриса помаже у реконструкцији историје и путева појединих књига.